# Брано Ђукановић
Брано Ђукановић (Београд, 21. март 1995) је српски кошаркаш. Игра на позицији бека, а тренутно наступа за Златибор.

## Успеси

### Репрезентативни
- Европско првенство до 18 година:  2012.